# Ingo Krumbiegel
Ingo Krumbiegel (* 25. Februar 1903 in Dresden; † 11. Oktober 1990 in Hameln) war ein deutscher Mammaloge, Arzt und Tierrechtsaktivist.

## Leben
Krumbiegel war der Sohn eines Dresdner Rechtsanwalts und Stadtrats. Nach einem Medizinstudium in Berlin und Leipzig arbeitete er als Anatomiehelfer. 1926 wurde er mit der Dissertation Über „Kiemenspalten und Halsfisteln“ in Anlehnung an einen in der Leipziger chirurgischen Klinik operierten Fall von Fistula colli congenita zum Dr. med promoviert. Es folgte ein Zoologiestudium an der Christian-Albrechts-Universität zu Kiel, wo er 1928 mit der Promotionsschrift  Untersuchungen über die Einwirkung der Fortpflanzung auf Altern und Lebensdauer der Insekten, ausgefuhrt an Carabus und Drosophila seinen zweiten Doktortitel erlangte. Im selben Jahr veröffentlichte er seine erste wissenschaftliche Erstbeschreibung über die Foraminiferen-Art Shepheardella encommatophila, die in der Ostsee vorkommt. 1934 übernahm er als Nachfolger von Gustav Brandes und Interimsdirektor Hellmuth Buck den Direktorenposten des Zoos Dresden, den er jedoch 1936 auf Druck der NSDAP wieder räumen musste. Im Januar 1940 wurde Krumbiegel an die Säugetierabteilung der Zoologischen Staatssammlung München berufen, wo er bis 1943 als Kurator tätig war. In dieser Zeit war er für die konservatorische Betreuung und wissenschaftliche Auswertung der Säugetiersammlung verantwortlich, die Hans Krieg auf seinen vier Südamerika-Expeditionen in den Jahren 1925 bis 1938 zusammengetragen hatte. In relativ kurzer Zeit bearbeitete er das umfangreiche Material mit mehreren 100 Fellen und Schädeln systematisch und taxonomisch. Seine Ergebnisse, die auch mehrere Neubeschreibungen von Unterarten beinhalten, veröffentlichte er in der 17-teiligen Artikelreihe Die Säugetiere der Südamerika-Expeditionen Prof. Dr. Kriegs, die in den Jahren 1940 bis 1941 in den Ausgaben 131 bis 136 des Zoologischen Anzeigers erschien. All diese Unterarten, darunter Chaetophractus villosus desertorum, Tamandua tetradactyla kriegi, Agouti paca venecuelica, Dolichotis salinicola ballivianensis und Tayra barbara kriegi, gelten heute als ungültig. 1942 beschrieb er den Weißgliederigen Stummelaffen (Colobus metternichi) von der Insel Fernando Póo, der sich als teilweise albinotisches Exemplar des Schwarzen Stummelaffen (Colobus satanas) herausstellte. 
1943 wurde Krumbiegel zum Wehrdienst einberufen. Aufgrund seiner epidemiologischen Forschung an Mäusen, die als „kriegswichtig“ eingestuft wurde, konnte er jedoch dem Einsatz an der Front entgehen und wurde Mitarbeiter an einem bakteriologischen Institut in Reinbek bei Hamburg, wo er einen Forschungsauftrag über Nagetiere und Leptospirosen erhielt.
Nach dem Krieg machte sich Krumbiegel als populärwissenschaftlicher Autor einen Namen. 1949 beschrieb er auf der Grundlage eines Fells, das Lorenz Hagenbeck 1927 erworben hatte, den Andenwolf (Dasycyon hagenbecki), ein Kryptid, der bereits 1954 von Fritz Dieterlen als zweifelhaft eingestuft und 1957 von Ángel Cabrera Latorre als Haushund betrachtet wurde. 1950 erschien Krumbiegels bekanntestes Werk Von neuen und unentdeckten Tierarten. Es gilt als erstes deutschsprachiges Buch einer Richtung, die durch Bernard Heuvelmans als Kryptozoologie populär gemacht wurde. Inhaltlich befasst sich das Buch mit Tieren, die im 20. Jahrhundert entdeckt wurden, darunter das Okapi, der Chinesische Flussdelfin, der Kouprey, der Königsgepard, der Kongopfau und der Hornhokko. 
In der Folgezeit arbeitete Krumbiegel bis Ende der 1960er Jahre als Hochschullehrer für Biologie in Hannover und als Kurator für Säugetiere am Niedersächsischen Landesmuseum Hannover.
In den 1970er und 1980er Jahren war Krumbiegel als Sachverständiger in Fällen von Tierquälerei bei Tierversuchen und als Aktivist in Umweltkampagnen tätig. Er kämpfte besonders gegen die Vivisektion in den Primatenzentren und war 1979 neben Werner Hartinger und Herbert Stiller Gründungsmitglied des Vereins Ärzte gegen Tierversuche. Ferner setzte er sich für die Befreiung von misshandelten Elefanten, Flusspferden und anderen großen Säugetieren ein, die in schäbigen, schlecht geführten Menagerien und kleinen Zirkussen gehalten wurden.
Während seiner beruflichen Laufbahn unternahm Krumbiegel sieben Expeditionen nach Südamerika, worüber er stets die wissenschaftlichen Ergebnisse veröffentlichte. Mit seiner Frau reiste er über Afghanistan nach Indien sowie über den Chaiber-Pass auf der geschlossenen Haschischroute. Im Nahen Osten untersuchte er die Entwaldung und das Aussterben von Säugetieren in historischen Zeiten.

## Schriften (Auswahl)
- Biologie der Tiere Deutschlands. Mammalia I., 1930
- Wie füttere ich gefangene Tiere?, 1933
- Die Giraffe – Unter besonderer Berücksichtigung der Rassen, 1939
- Zur Kenntnis der Säugetierfauna von Fernando Poo, Archiv für Naturgeschichte Nr. 11, 1942, S. 305–349
- Der Afrikanische Elefant Monographien der Wildsäugetiere, Band IX, 1943
- Von Haustieren und ihrer Geschichte, 1947
- Vom Lebenswunder in Pflanze und Tier, 1947
- Tiere und Tierbilder des Höhlenmenschen Tierkunde der Vorzeit. Lux-Lesebogen 38, 1948
- Eurasische Mäuse als Seuchenüberträger: Verbreitung und geomedizinische Bedeutung Heft 3. Beiträge zur Hygiene und Epidemiologie, 1948
- Tier-Riesen der Urwelt Lux-Lesebogen Nr. 52, 1949
- Jäger der Urzeit Lux-Lesebogen 59. Kleine Bibliothek des Wissens. Natur- und kulturkundliche Hefte. Naturkunde, 1949
- Von neuen und unentdeckten Tierarten, 1950
- Der Löwe, 1951
- Lamas, 1952
- Kamele, 1952
- Biologie der Säugetiere, Band 1 und 2, 1953 und 1955
- Von Inseln und Inseltieren, 1956
- Gregor Mendel und das Schicksal seiner Entdeckung, 1957
- Einhufer, 1958
- Steppen- und Wüstentiere, 1960
- Waldtiere, 1960
- Die Rudimentation. Eine monographische Studie, 1960
- Rückbildungserscheinungen im Tierreich, 1961
- Die Straußenvögel, 1966
- Die Giraffe, 1971
- Die Tierquälerei – ein Weg in den Abgrund, 1981